# Saint-Sulpice-d’Excideuil
Saint-Sulpice-d’Excideuil – miejscowość i gmina we Francji, w regionie Nowa Akwitania, w departamencie Dordogne. Nazwa miejscowości pochodzi od imienia św. Sulpicjusza.
Według danych na rok 1990 gminę zamieszkiwało 406 osób, a gęstość zaludnienia wynosiła 21 osób/km² (wśród 2290 gmin Akwitanii Saint-Sulpice-d’Excideuil plasuje się na 786. miejscu pod względem liczby ludności, natomiast pod względem powierzchni na miejscu 556.).